# Travon Free
Travon Free (* 1985 oder 1986 in Los Angeles, Kalifornien) ist ein US-amerikanischer Comedian, Schauspieler und Drehbuchautor.

## Leben
Travon Free wuchs bei seiner Mutter und Großmutter in Compton, Kalifornien auf. Er besuchte die Manuel Dominguez High School, wo er erfolgreich Basketball spielte und 2002 auch dafür eine Erwähnung als bester Teamspieler von der Los Angeles Times bekam. Er spielte dann College Basketball für die Long Beach State 49ers, doch seine Träume von der NBA platzten durch mehrere Verletzungen. Während einer Verletzungspause entdeckte er sein komödiantisches Talent, als er sein Team aufheiterte. Er begann Kurse in Comedy Writing zu besuchen und trat als Stand-up-Comedian in der Laugh Factory in Hollywood und dem The Ice House Club in Pasadena auf.
Ab 2012 begann Free für The Daily Show zu arbeiten. Er hatte vorher an einem Wettbewerb teilgenommen, bei dem ein Platz in der Show ausgelobt wurde. Dort wurde er zwar nur zweiter, ihm wurde jedoch im Nachgang von Executive Producer Rory Albanese eine Tour zum Set angeboten. Dort lernte er Jon Stewart kennen, der Gefallen an seinen Entwürfen gefunden hatte und ihm einen Platz in der Show anbot. 2015 gewann er einen Emmy als Teil des Writing Teams.
Free trat außerdem in den Shows Tosh.0 und Chelsea Lately auf. 2016 schrieb er für Any Given Wednesday with Bill Simmons auf Home Box Office und 2017 für Full Frontal with Samantha Bee. Samantha Bee hatte vorher für The Daily Show gearbeitet.
Für seinen Kurzfilm Two Distant Strangers wurde er zusammen mit Koregisseur Martin Desmond Roe bei der Oscarverleihung 2021 in der Kategorie Bester Kurzfilm ausgezeichnet.

## Privatleben
Travon Free war einer der ersten College-Basketball-Spieler, der sich als bisexuell outete.